# Cyathea brackenridgei
Cyathea brackenridgei är en ormbunkeart som beskrevs av Georg Heinrich Mettenius. Cyathea brackenridgei ingår i släktet Cyathea och familjen Cyatheaceae. Inga underarter finns listade.